# Micuda Jaszunori
Micuda Jaszunori (光田 康典; Hepburn: Yasunori Mitsuda; 1972. január 21. –) japán videójáték-zeneszerző, zeneprogramozó és zenész. Több mint harmincöt játék zenéjét szerezte vagy működött benne közre, valamint több mint tizenöt egyéb albumhoz is hozzájárult. Legismertebb a Chrono Trigger, a Chrono Cross, a Shadow Hearts, a Shadow Hearts: Covenant, a Xenogears, a Xenosaga Episode I, a Xenoblade és a Mario Party videójátékok általa szerzett zenéi miatt. A középiskolában kezdett zenét komponálni a saját videójátékai számára, majd miután megszerezte a diplomát, Tokióban a Junior College of Music iskolába járt. 1992-ben, a diplomája megszerzése után csatlakozott a Square vállalathoz (jelenleg Square Enix) mint zeneszerző, miután meglátott egy újsághirdetést az irodában, ahol a professzorát látogatta meg.
Annak ellenére, hogy zeneszerző volt, két évig hangmérnökként dolgozott, majd 1994-ben, miután megfenyegette a Square akkori alelnökét, Szakagucsi Hironobut, a Chrono Trigger zenéjének komponálására jelölték ki. A játék sikere és a zenéjének elismerése után több másik Square játék zenéjét is ő szerezte, köztük a Xenogears-ét is. 1998-ban Micuda kilépett a Square-től, hogy szabadúszó zeneszerzőként dolgozhasson, létrehozva a saját zenestúdióját, a Procyon Studiót, majd 2001-ben a saját kiadóját, a Sleigh Bellst. A vállalat azóta kilenc alkalmazottat foglalkoztat, és Micuda továbbra is videójátékok, valamint animesorozatok és a saját önálló albumainak zenéit szerzi.

## Biográfia

### Fiatalkora
Micuda Japánban, Tokujamában született 1972. január 21-én, és a Kumage kerületben nevelkedett.  Ötéves  korától zongoraórákat vett, de a sportok jobban érdekelték, és soha nem vette komolyan a zenét, ezért hatéves korában abbahagyta a zenetanulást. Egy ideig profi golfjátékos szeretett volna lenni. A középiskolában Vangelis Szárnyas fejvadász és Henry Mancini Rózsaszín párduc filmzenéinek hatására újra felfedezte a zenét. Miután megnézte a The Railroad Man című filmet, elhatározta, hogy zeneszerző lesz. Érdekelni kezdték a számítógépek, miután az édesapja vásárolt számára egyet, ami akkoriban ritkaságnak számított. Számítógépes játékokat kezdett programozni és ezekhez zenét szerezni, valamint több technikaorientált órára járt be.
A középiskola elvégzése után úgy döntött, hogy elhagyja szülővárosát és független lesz. Édesapja és nővére buzdítására Tokióba költözött, ahol beiratkozott a Junior College of Music iskolába. Az intézmény alacsony presztízse ellenére Micuda megbízható tanácsokat kapott professzoraitól, akik többsége gyakorló zenész volt, és akik elvitték Micudát a koncertjeikre, hogy segítsen a felszerelések cipelésében és összeszerelésében. Az ingyenes fizikai munkájáért cserébe első kézből pillanthatott be a japán zenei világba, valamint értékes tapasztalatokhoz juthatott, amit mind a tanórákon, mind azokon kívül alkalmazhatott. Az iskolai évei alatt hat hónapig az egyik professzora segédje volt az egyik videójáték-hangtagozaton.
E munkatapasztalatok során a tanév vége közeledtével Micuda megpillantott egy álláshirdetést egy játékcégnél a Famicú magazin egyik lapszámában, amiben a Square vállalat keresett hangproducert. Mivel nem volt világos terve, hogy mit szeretne csinálni az iskola elvégzése után, jelentkezett az állásra. Beküldte az önéletrajzát, és behívták a játékstúdió állásinterjújára. Uemacu Nobuo zeneszerzővel és Akao Minoru hangprogramozóval való, általa „katasztrofális”-nak leírt interjúja ellenére, amiben beismerte, hogy csak a pályafutása egyik „ugródeszkájának” tekinti az állást, valamint, hogy soha nem játszott a Square legnagyobb játékaival, köztük a Final Fantasy sorozattal sem, Micudának 1992 áprilisában állást ajánlottak a cég hangkészítő csapatába.

### Pályafutása
Bár Micuda hivatalos beosztása „zeneszerző” volt, többet dolgozott hangmérnökként. Az elkövetkező két évben a Handzsuku Hero, a Final Fantasy V, a Secret of Mana és a Romancing SaGa 2 játékokhoz készített hangeffekteket. 1994-ben, miután felismerte, hogy valamilyen drasztikus tett nélkül soha nem fog esélyt kapni, hogy feljebb lépjen és valódi zenét komponáljon, valamint az alacsony fizetése miatt, ultimátumot adott a Square akkori alelnökének, Szakagucsi Hironobunak: hagyja zenét szerezni, vagy pedig felmond. Szakagucsi a fiatal zenészt a Chrono Trigger-en dolgozó csapatba osztotta be, valamint azt mondta neki, hogy „miután végeztél vele, a fizetésed talán feljebb megy”. Micudát jelölték ki a játék egyetlen zeneszerzőjének, amihez végül ötvennégy zeneszámot kreált. Micuda keményen dolgozott a játék zenéjén, gyakran addig, amíg el nem ájult, és olyan ötletekkel ébredt, mint amilyen a játék főcímzenéje is. Annyira keményen dolgozott, hogy gyomorfekély alakult ki nála, és kórházba kellett szállítani, aminek következtében Uemacu felajánlotta, hogy elkészíti a hátralevő dalokat számára; Uemacu végül tíz számot komponált, egyet Macueda Noriko segítségével.
A Chrono Trigger nagy siker lett és a zenéje rendkívül népszerűnek bizonyult a rajongók körében. Micuda szerint „mérföldkő” volt ez az alkotása, ez tette éretté őt és a zenéjét. Sikerét a folk és a dzsessz használatának tulajdonítja, melyet az akkori játékzenékben népszerű „fél-zenekari” stílus helyett használt. A Chrono Trigger-t követően Micuda a Front Mission: Gun Hazard zenéjét komponálta, ismét Uemacuval. Uemacu szerint Micuda ismét olyan sokat dolgozott, hogy végül vért székelt a stressz és a fizikai problémák hatására. Micuda még három játék zenéjén dolgozott a Squarenél: a Tobal No. 1-on (a Square első PlayStation-játéka) és a Radical Dreamers: Nuszumenai Hószeki-n 1996-ban, valamint a Xenogears-en 1998-ban, amiben a Square játékok első balladája, a kelta végfőcímdal, a Small Two of Pieces szerepelt, amit Joanne Hogg énekelt. Ezen időszak alatt az eredeti szerzeményeinek feldolgozott verzióit tartalmazó albumokon is munkálkodott, acid jazz remixeket alkotva a Chrono Trigger Arranged Version: The Brink of Time-ban és kelta feldolgozásalbumot a Xenogears zeneszámaiból, Creid néven. 1998-ban magát az állásinterjúján elmondottakhoz tartva felmondott a Squarenél, hogy szabadúszó zeneszerzőként dolgozhasson, elsőként a számos Square-től kilépő zeneszerző közül.
A távozása után csak egy újabb Square-játéknál működött közre; megkomponálva az 1999-ben megjelent Chrono Cross, a Chrono Trigger folytatásának zenéjét. Azóta több mint egy tucat játékon dolgozott, köztük a Xenogears szellemi utódján, a Xenosaga Episode I: Der Wille zur Macht-on, valamint olyan nagy címeken, mint a Shadow Hearts vagy a Luminous Arc. A videójátékokon kívül az Inazuma Eleven anime és az önálló Kirite album zenéjét is ő szerezte. 2001. november 22-én Micuda megalapította a Procyon Studiót, mint saját zenéjét gyártó céget, valamint a Sleigh Bellst, annak kiadóját. A vállalat néhány évig csak Micudából és néhány hangproducerből állt, azonban azóta már kilenc embert foglalkoztat, köztük több zeneszerzőt is. Micuda és a Procyon Studio több feldolgozásalbumot is készített, mint például a Sailing to the World-öt vagy a 2009-es Colours of Light-ot; egy válogatásalbumot, amin a Micuda által szerzett vokál darabok hallhatóak. A stúdió részt vett a KORG DS-10 Nintendo DS-szintetizátorszoftver programozásában, míg maga Micuda egy iPhone-játékot fejlesztett, a bQLSI Star Laser-t, és zenéjét is megkomponálta. A Nintendo Power 2009 áprilisi interjúja szerint Micuda jelenleg „nem nyilvános projektek”-en dolgozik Nintendo DS, Wii és PlayStation 3 játékkonzolokra. Micuda elmondta, hogy a Procyon-projekteken már az elmúlt néhány évben is dolgoztak, és hogy inkább zeneproducerként fog dolgozni egy csapat művésznek, mintsem zeneszerzőként.

## Zenei stílusa és az arra gyakorolt hatások
Micuda állítása szerint úgy komponál, hogy „csak bohóckodik a szintetizátorán” és hagyja, hogy a melódiák jöjjenek hozzá. Néha alvás közben támadnak ötletei, ilyen többek között a Chrono Trigger végfőcímdala és a Bonds of Sea and Fire című szám a Xenogears-ből, bár a legfőbb inspirációs forrásai vizuális tárgyak; „festmények és egyéb dolgok”. A zenéje gyakran minimalista, és állítása szerint a minimalizmus is hatással volt rá. A Chrono Trigger és a Xenogears végső csata-témái csak néhány akkordból állnak; a második csak kettőből. Micuda édesapjához hasonlóan számtalan zenei műfajt hallgatott az élete során, de leginkább a dzsessz inspirálta. A kelta zene is hatással volt rá; két albumot is készített ebben a zenei stílusban. A Chrono Trigger zenéje az ázsiai zeneivilágból is merít elemeket, köztük a japán sakuhacsi fuvolákat és az indiai tabla dobokat. Elmondása szerint Maurice Ravel, J.S. Bach, Pjotr Csajkovszkij, Claude Debussy, Robert Schumann, Antonín Dvořák és Gustav Holst a kedvenc klasszikus zeneszerzői, de a zenéjére hatással bíró modern zenészek oly számosak, mivel olyan sok zenét hallgat, hogy nem nevezi meg őket.
Micuda a Chrono sorozatot, a Xenogears-t, a Xenosaga Episode I-et és a Kirite albumot nevezte meg a kedvenc munkáinak, bár azt is mondta, hogy az összes szerzeménye „reprezentációs munka”, mivel ezek mind megmutatják, milyen zeneszerző volt, amikor elkészítette őket. Mindent összevetve a kedvenc darabjai a The Girl Who Closed Her Heart és a Pain című zeneszámok a Xenosaga Episode I-ből és a Kirite számai. Mielőtt elkezd zenét komponálni, egy hónapig információkat és rajzokat gyűjt a játék világáról és forgatókönyvéről, hogy a zenéje biztosan illeszkedjen a játékba. Szerinte könnyebben jut inspirációhoz, hogyha van vizuális ihletője. Micuda állítása szerint nem tartogatja a legjobb műveit a népszerűbb játékokra, mivel minden egyes számot úgy próbál megkomponálni, hogy az illeszkedjen ahhoz, ahogyan az lesz fel lesz használva abban a bizonyos játékban, amelyen dolgozik. A szerinte nem túl nívós játékokhoz is jó zeneszámokat próbál szerezni, hogy azok ellensúlyozzák szemében annak hiányosságait . A legtöbb videójáték-zenéjét szerepjátékoknak komponálta, de szereti az olyan projekteket, amelyek eltérnek azoktól, amiket előtte csinált, és más műfajokban is szívesen dolgozna.
Úgy gondolom, [a játékzene] valami olyasmi, aminek ki kéne tartania a játékossal. Legyen érdekes, ne csak valami véletlen zene, hanem olyasmi, ami eljut a játékos szívéhez. Ez nem csak a játékzenére értendő, de úgy érzem, nagyon ragaszkodok az olyan zeneszámokhoz, amelyek mély benyomást fognak kelteni... Amit nem feledhetek, hogy szórakoztatónak kell lennie azok számára, akik hallgatják. Őszintén szólva nem hiszem, hogy sok mindent tudnék még hozzáfűzni. Nem csináltam semmi túl merészet, szóval amíg a hallgatóknak tetszik vagy úgy érzik, hogy ez valóban egy nagyszerű dal, addig én elvégeztem a munkámat.

## Zenéjének utóélete

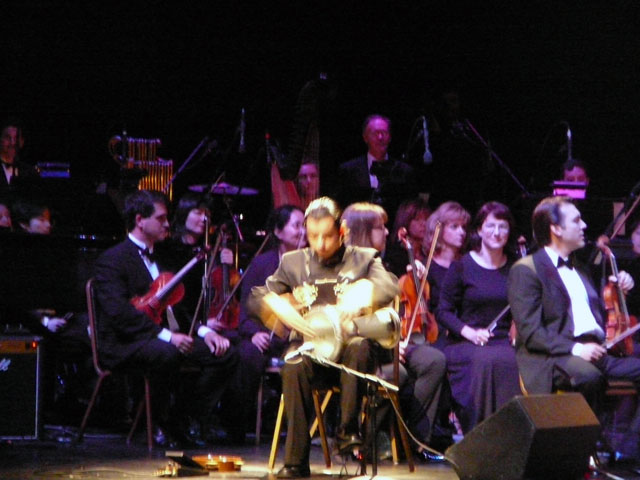
Rony Barrak a Chrono szimfonikus szvit előadása közben az egyik Play! A Video Game Symphony koncerten

Micuda zenéit a Chrono Trigger-ből először a Tokiói Szimfonikus Zenekar adta elő élőben 1996-ban az Orchestral Game Concerten Japánban, Tokióban, majd ez egy albumon is megjelent. Zenéjének első Japánon kívüli szimfonikus előadására 2005-ben került sor a Symphonic Game Music Concerten Németországban, Lipcsében, amin a Chrono Cross zenéje szerepelt. Micuda 2006-ban több zeneszámot is átdolgozott a Trigger-ből és a Cross-ból a Play! A Video Game Symphony videójátékzene-koncertek számára. A két játék zenéjét több másik videójátékkoncert-turnén, köztük a Video Games Live koncertsorozaton és az Eminence Orchestra előadásain is eljátszották. A Chrono Trigger és Chrono Cross Micuda Jaszunori által szerzett zeneszámai a 2009 szeptemberi Symphonic Fantasies koncertek egynegyedét tették ki, amelyet a Symphonic Game Music Concert sorozat művészei adtak elő Arnie Roth vezénylésével. A Chrono Cross Scars of Time című zeneszáma a Fantasy Comes Alive koncerten is hallható volt 2010. április 30-án Szingapúrban.
Micuda zenéjét rajongói élénken remixelték, több albumot is létrehozva. Ezek közé tartozik a hivatalosan licencelt Time & Space - A Tribute to Yasunori Mitsuda, amit 2001. október 7-én jelentetett meg a OneUp Studios, és 18 remixet tartalmaz, majd a 2003. június 17-én megjelent ennek második változata is. Egy másik népszerű album a Chrono Symphonic; ez nem hivatalos, csak digitális formában letölthető album, amit az OverClocked ReMix weboldal tett közzé 2006. január 3-án, és 25 remixet tartalmaz két lemezen. Egy ehhez kapcsolódó, szintén népszerű és nem hivatalos albumot is közzétett ismét csak letölthető formában az OverClocked ReMix 2008. január 5-én Radical Dreamers: Thieves of Fate címen, ami a Radical Dreamers zeneszámai közül tizenötnek tartalmazza a remixelt változatát. Micuda Xenogears-zenéje is több rajongói albumot ihletett, köztük a hivatalosan licencelt Xenogears Light: An Arranged Album című tribute albumot, amit a OneUp Studios rajongói csapat adott ki 2005-ben limitált mennyiségben. Az albumon a Xenogears zenéjének húsz számát dolgozták fel és adták elő akusztikus hangszerekkel (zongora, furulya, gitár, hegedű). 2009. október 19-én egy újabb nem hivatalos digitális album is megjelent az OverClocked Remix weboldalán Humans + Gears címen, harminchárom zeneszámot tartalmazva két lemezen. A Micuda munkáiból készített remixek választéka japán remix albumokon, úgynevezett dódzsinokon, valamint olyan angol remixweblapokon is megjelent, mint az OverClocked Remix.
A Chrono Trigger zongorára hangszerelt változatának kottáját a DOREMI Music Publishing adta ki. A Chrono Cross számainak szólógitárra és gitárduettekre hangszerelt verzióinak kottáját a Procyon Studio maga adta ki.

## Diszkográfia

### Videójátékok
Zeneszerzőként
- Chrono Trigger (1995) – Uemacu Nobuo és Macueda Noriko közreműködésével
- Front Mission: Gun Hazard (1996) – Uemacu Nobuo, Nakano Dzsunja és Hamauzu Maszasi közreműködésével
- Tobal No. 1 (1996) – Hamauzu Maszasi, Nakano Dzsunja, Kavami Jaszuhiro, Ito Kendzsi, Macueda Noriko, Szaszai Rjudzsi és Simomura Joko közreműködésével
- Radical Dreamers: Nuszumenai Hószeki (1996)
- Xenogears (1998)
- Mario Party (1998)
- Bomberman 64: The Second Attack (1999) – Hirota Jositaka közreműködésével
- Chrono Cross (1999)
- Mario Party 2 (1999) – Jamamoto Hironao, Bando Szjohei és Szavagucsi Kazuhiko közreműködésével
- Shadow Hearts (2001) – Hirota Jositaka közreműködésével
- Legaia 2: Duel Saga (2001) – Szakimoto Hitosi és Osima Micsiru közreműködésével
- Tsugunai: Atonement (2001)
- Xenosaga Episode I: Der Wille zur Macht (2002)
- The Seventh Seal (2002)
- Shadow Hearts: Covenant (2003) – Hirota Jositaka, Ito Kendzsi és Tomoko Kobajasi közreműködésével
- Graffiti Kingdom (2004)
- Deep Labyrinth (2004)
- Tsukiyo ni Saraba (2005) – Higasino Miki közreműködésével
- Tantei Kibukawa Ryosuke Jiken Dan: The Masquerade Lullaby (2005) – Isijama Takanari és Mitome Kazumi közreműködésével
- Monster Kingdom: Jewel Summoner (2006)
- Luminous Arc (2007) – Mitome Kazumi, Kaida Akari és Kagejama Sota közreműködésével
- Soukou Kihei Armodyne (2007)
- Soma Bringer (2008)
- Inazuma Eleven (2008)
- Sands of Destruction (2008) – Csucsija Sunszuke és Mitome Kazumi közreműködésével
- Arc Rise Fantasia (2009) – Csucsija Sunszuke és Harada Juki közreműködésével
- Lime Odyssey (2009)
- bQLSI Star Laser (2009)
- Inazuma Eleven 2: Kyoui no Shinryokusha: Blizzard (2009)
- Inazuma Eleven 2: Kyoui no Shinryokusha: Fire (2009)
- Inazuma Eleven 3: Challenge the World: Bomber (2010)
- Inazuma Eleven 3: Challenge the World: Spark (2010)
- Xenoblade (2010) – ACE+, Kijota Manami és Simomura Joko közreműködésével

Átdolgozóként
- Mega Man Legends 2 (2000)
- Super Smash Bros. Brawl (2008)

Hangtervezőként
- Handzsuku Hero: Aa, Szekaijo Handzsukunare...! (1992)
- Final Fantasy V (1992)
- Secret of Mana (1993)
- Romancing SaGa 2 (1993)

Hangproducerként
- Breath of Fire: Dragon Quarter (2002) – Szakimoto Hitosi komponálta
- Luminous Arc 2 (2008) – Simomura Joko, Kaida Akiri, Aoki Josino, Csucsija Sunszuke és ISEPPE komponálta
- Luminous Arc 3 (2009)
- Thexder Neo (2009) - hangrendező

### Egyéb munkái
Zeneszerzőként
- Chrono Trigger Arranged Version: The Brink of Time (1995)
- Creid (1998)
- Street Fighter Zero 3 Drama Album (1999)
- Biohazard 2 Drama Album: Chiisana Toubousha Sherry (1999)
- Biohazard 2 Drama Album: Ikiteita Onna Spy Ada (1999)
- 2197 (1999)
- Ten Plants 2 (1999)
- Square Vocal Collection (2001)
- Sailing to the World (2002)
- Kirite (2005)
- Novabound (2005)
- Sailing to the World Piano Score (2006)
- Inazuma Eleven anime (2009)
- Colours of Light – Yasunori Mitsuda Vocal Collection - (2009)
- Mobile Suit Gundam 00 Voice Actor Single Yuichi Nakamura come across Graham Aker (2010)

Átdolgozóként
- Street Fighter EX2 Arrange Album (1998)
- Heidzsicu Machine (2000)
- Naite ii jo / Nagai no Kanau Baso (2000)
- Koi vo Hadzsimemasou / Aozora to Taijou to Kaze no Naka (2001)
- Street Fighter Tribute Album (2003)
- Dark Chronicle Premium Arrange (2004)
- near death experience, SHADOW HEARTS Arrangetracks (2005)
- Rogue Galaxy Premium Arrange (2006)
- Dariusburst Remix Wonder World (2010)

## Lásd még
- A Chrono Trigger zenéje
- A Chrono Cross zenéje